# 상륙함
상륙함(上陸艦)은 병력을 수송하여 주로 육지에 상륙시키는 임무를 맡는 함정을 통틀어 이르는 말이다.

## 하위 분류
- 강습상륙함-헬기와 병력을 수송하고 갑판에서 비행기를 이륙시킬 수도 있다. 도크가 장착되어 있는 경우도 있다.
- 전차상륙함-LST라고도 불린다. 전차와 병력을 수송한다.
- 상륙수송선거함-LPD 상륙함이라고 부른다.

## 같이 보기
- 강습상륙함
- 상륙정
- 상륙준비단